# Pável Kuznetsov
Pável Viktorovich Kuznetsov –en ruso, Павел Викторович Кузнецов– (Strúnino, URSS, 10 de julio de 1961) es un deportista soviético que compitió en halterofilia.
Participó en los Juegos Olímpicos de Seúl 1988, obteniendo una medalla de oro en la categoría de 100 kg. Ganó cuatro medallas en el Campeonato Mundial de Halterofilia entre los años 1983 y 1989, y cuatro medallas en el Campeonato Europeo de Halterofilia entre los años 1983 y 1989.

## Palmarés internacional
| Juegos Olímpicos   | Juegos Olímpicos         | Juegos Olímpicos  | Juegos Olímpicos |
| Año                | Lugar                    | Medalla           | Categoría        |
| ------------------ | ------------------------ | ----------------- | ---------------- |
| 1988               | Seúl (Corea del Sur)     | Medalla de oro    | 100 kg           |
| Campeonato Mundial |                          |                   |                  |
| Año                | Lugar                    | Medalla           | Categoría        |
| 1983               | Moscú (URSS)             | Medalla de oro    | 100 kg           |
| 1985               | Södertälje (Suecia)      | Medalla de plata  | 100 kg           |
| 1987               | Ostrava (Checoslovaquia) | Medalla de oro    | 100 kg           |
| 1989               | Atenas (Grecia)          | Medalla de bronce | 100 kg           |
| Campeonato Europeo |                          |                   |                  |
| Año                | Lugar                    | Medalla           | Categoría        |
| 1983               | Moscú (URSS)             | Medalla de oro    | 100 kg           |
| 1984               | Vitoria (España)         | Medalla de oro    | 100 kg           |
| 1987               | Reims (Francia)          | Medalla de bronce | 100 kg           |
| 1989               | Atenas (Grecia)          | Medalla de bronce | 100 kg           |